# 赤ちゃんと一緒!
『赤ちゃんと一緒!』（あかちゃんといっしょ）は、熊本朝日放送で毎週土曜日 11:15 - 11:30 （日本標準時）に放送されている情報番組である。

## 概要
- 妊娠から出産・育児まで、赤ちゃんを持つ母親の身近な悩みや疑問、出産医療にまつわる様々な話題を届ける医療情報番組。番組監修は、熊本市新町にある産婦人科の福田病院。
- 番組は1998年6月6日にスタート。当初は第1・第3土曜の月2回の放送だったが、翌1999年11月からは毎週土曜日の放送になった。2008年で放送10周年を迎え、放送500回を超える長寿番組となった。
- 2007年4月2日放送分からは11:17 - 11:30に放送されていた。
- 2009年10月24日には『開局20周年記念 駅前TVサタブラ「KAB元気フェスタ」スペシャル』放送のため、通常よりも107分前倒しの9:30 - 9:45に放送された。
- 2010年4月3日放送分からは、放送開始時刻が2分前倒しの11:15 - 11:30になった。
- 2024年現在は、日曜日の放送となり放送開始時刻が10:45となり放送時間も5分短縮の10分間になった。

## 出演者
- 岩清水愛（タレント、2015年4月から現在）

### 過去
- 天羽智子（フリーアナウンサー、1998年6月 - 2006年3月）
- 坂田恵子（フリーアナウンサー、2006年4月 - 2015年3月）

## 放送時間
- 土曜日 09:45 - 10:00 （1998年6月6日 - 2007年3月31日）
- 土曜日 11:17 - 11:30 （2007年4月2日 - 2010年3月27日）
- 土曜日 11:15 - 11:30 （2010年4月3日 - 不明）
- 日曜日 10:45 - 10:55　(2024年現在）
  - 2008年6月14日には、岩手・宮城内陸地震の影響で放送休止。
  - 2008年8月16日には、北京オリンピック中継放送（ソフトボール日本対中国）のために放送休止。